# Блэк, Дастин Лэнс
Дастин Лэнс Блэк (англ. Dustin Lance Black, род. 10 июня 1974, Сан-Антонио, Техас, США) — американский сценарист, режиссёр, продюсер и ЛГБТ-активист. Лауреат премии «Оскар» в номинации «Лучший оригинальный сценарий» (2009) за фильм «Харви Милк».

## Ранние годы
Дастин Лэнс Блэк родился 10 июня 1974 года в семье мормонов в Сакраменто, Калифорния. Когда его мать вышла замуж во второй раз, они переехали в город Салинас, Калифорния. В 1996 году Блэк окончил Школу театра, кино и телевидения Калифорнийского университета в Лос-Анджелесе.

## Карьера

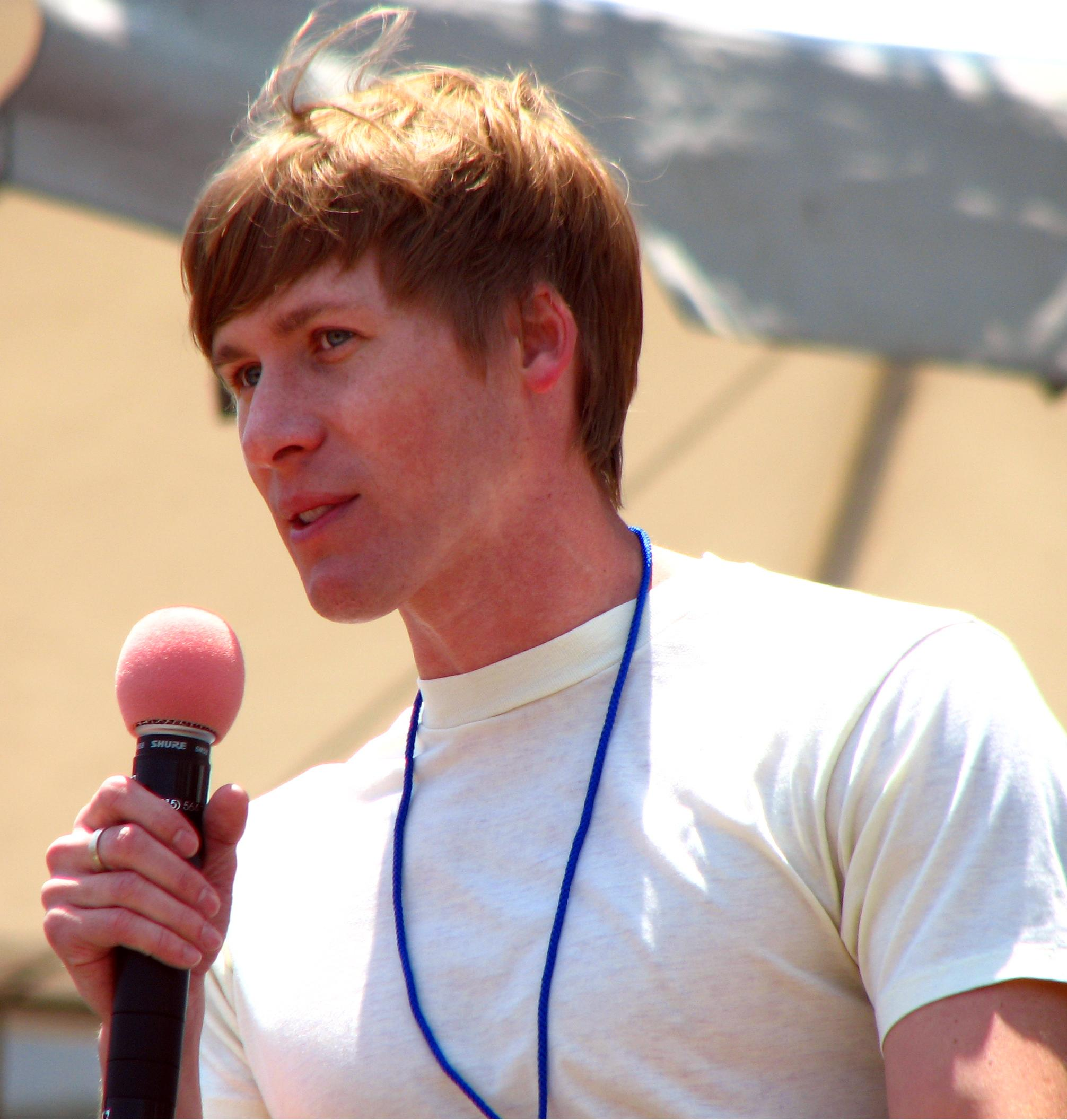
Дастин Лэнс Блэк в 2008 году.

В 2000 году Блэк выступил как сценарист, режиссёр и продюсер мелодрамы «Путешествие Джареда Прайса» (The Journey of Jared Price) и короткометражки «Что-то близкое к небесам» (Something Close to Heaven). В 2001 году он снял документальный фильм «На автобусе» (On the Bus). Все три кинокартины затрагивают тему гомосексуальности, которая является одной из важнейших в творчестве Блэка.
В 2006 году Дастин стал одним из сценаристов телесериала компании HBO «Большая любовь», который рассказывает о жизни полигамных семей мормонов из штата Юта. Проект получил благоприятные отзывы ряда критиков и был номинирован на «Эмми» и «Золотой глобус» в номинации «Лучший драматический сериал».
«История Харви Милка подарила мне надежду на то, что когда-нибудь я смогу жить открыто, не стесняться того, кем я являюсь, и, может быть, однажды влюбиться и заключить брак. Если бы Харви не покинул этот мир 30 лет тому назад, мне кажется, ему бы хотелось, чтобы я сейчас передал послание всем молодым геям и лесбиянкам: не верьте тому, что говорят вам церкви и правительства, что талдычат вам ваши семьи. Потому что вы — прекрасные, замечательные создания, у которых есть смысл в жизни. И что бы вам ни говорили — Бог вас любит»
В 2008 году на экраны вышел биографический фильм «Харви Милк», снятый Гасом Ван Сентом по сценарию Блэка. Картина рассказывает о жизни Харви Милка, легендарного гей-активиста 1970-х годов, первого открытого гомосексуала, занявшего выборную должность. За работу над фильмом в 2009 году Дастин был удостоен премии «Оскар» в номинации «Лучший оригинальный сценарий».
В 2008 году на кинофестивале в Торонто был представлен фильм «Педро» (Pedro), сценарий которого Блэк написал в соавторстве с Пэрисом Барклаем. Кинокартина, повествующая о жизни Педро Саморы, открытого гея, борца со СПИДом, который в середине 1990-х годов принял участие в реалити-шоу MTV «Реальный мир» (The Real World), была номинирована на премию GLAAD Media Awards.
В 2010 году состоялась премьера фильма «Что случилось с Вирджинией?» (What’s Wrong with Virginia), главную роль в котором исполнила Дженнифер Коннелли, а в 2011 году вышел байопик Клинта Иствуда «Дж. Эдгар» с Леонардо Ди Каприо. В этом же году Блэк написал пьесу «8» о судебных слушаниях по вопросу законности так называемого «Восьмого предложения», запрещающего однополые браки в штате Калифорния.

## Личная жизнь
Дастин — открытый гей. Он совершил каминг-аут перед близкими, когда учился в колледже.
С 2013 года он состоит в отношениях со спортсменом Томом Дейли. Они живут в Лондоне. 2 октября 2015 они объявили о помолвке и поженились 6 мая 2017 года. 14 февраля 2018 года Блэк и Дейли сообщили, что ожидают рождения их первого ребёнка при помощи суррогатного материнства.  27 июня 2018 года у пары родился сын Роберт Рей. Второй сын Дэйли и Блэка родился в марте 2023 года.

## Фильмография
| 2000      | Что-то близкое к небесам    | Something Close to Heaven  | зелёная ✓ | зелёная ✓ |           | короткометражный |
| 2000      | Путешествие Джареда Прайса  | The Journey of Jared Price | зелёная ✓ | зелёная ✓ |           |                  |
| 2001      | На автобусе                 | On the Bus                 | зелёная ✓ |           | зелёная ✓ | документальный   |
| 2003      | Моя жизнь с графом Дракулой | My Life with Count Dracula | зелёная ✓ |           | зелёная ✓ | документальный   |
| 2006—2009 | Большая любовь              | Big Love                   |           | зелёная ✓ | зелёная ✓ | телесериал       |
| 2008      | Харви Милк                  | Milk                       |           | зелёная ✓ | зелёная ✓ |                  |
| 2008      | Педро                       | Pedro                      |           | зелёная ✓ |           |                  |
| 2010      | Что случилось с Вирджинией? | Virginia                   | зелёная ✓ | зелёная ✓ |           |                  |
| 2011      | Дж. Эдгар                   | J. Edgar                   |           | зелёная ✓ |           |                  |
| 2015      | СМС                         | O SMS                      | зелёная ✓ | зелёная ✓ |           | короткометражный |
| 2015      | Жертва пастыря              | Prophet's Prey             |           |           | зелёная ✓ | документальный   |
| 2017      | Когда мы восстанем          | When We Rise               | зелёная ✓ | зелёная ✓ | зелёная ✓ | мини-сериал      |
| 2022      | Под знаменем небес          | Under the Banner of Heaven | зелёная ✓ | зелёная ✓ | зелёная ✓ | мини-сериал      |
| 2023      | Растин                      | Rustin                     |           | зелёная ✓ |           |                  |